# Даміан (Марчук)
Архієпископ Даміан (світське ім'я  — Дмитро Георгійович Марчук; 15 (27) листопада 1899 село Коростянин, Рівненський повіт, Волинська губернія, Російська Імперія  — 4 липня 1987, Луцьк) — єпископ Російської православної церкви, архієпископ Волинський і Рівненський.

## Біографія
Народився 15 листопада 1899 року в селі Коростятин Рівненського повіту Волинської губернії (нині село Малинівка Рівненській області) в родині псаломщика.
Закінчив Клеванське духовне училище. У 1919 році закінчив Волинську духовну семінарію.
З червня 1920 після смерті батька займав місце псаломщика в селі Коростянин.
Після закінчення радянсько-польської війни 1920 року залишився на території, що відійшла до Польщі.
6 жовтня 1921 єпископом Кременецьким Діонісієм (Валединським) висвячений на диякона (перебував у клірі ПАПЦ), а 9 жовтня  — в ієрея до Свято-Михайлівської Замшанской церкви на Волині.
З 1921 по 1941 роки священнодіяв на парафіях Волинської єпархії.
З приєднанням Західної України до СРСР увійшов в клір РПЦ.
У вересні 1941 року направлений на прихід в Кам'янець-Подільській області з дорученням виконувати обов'язки благочинного Славутського округу.
З весни 1943 року перебував при соборі міста Острог на Волині.
З серпня 1943 року призначений настоятелем Свято-Миколаївської церкви міста Вінниці.
З січня 1944 року по січень 1945 року перебував на польській території.
У січні 1945 року повернувся на Батьківщину і призначений настоятелем парафії села Кніжковци Кам'янець-Подільської єпархії.
У червні 1946 року  — настоятель церкви міста Заставна Чернівецької єпархії та благочинний округу.
2 квітня 1961 хіротонізований на єпископа Чернівецького і Буковинського. Хіротонію здійснювали: митрополит Київський і Галицький Іоанн (Соколов), архієпископ Вінницький і Брацлавський Симон (Івановський), єпископ Харківський і Богодухівський Нестор (Тугай), єпископ Дніпропетровський і Запорізький Іоасаф (Лелюхін).
З 15 жовтня 1964 року  — єпископ Львівський і Тернопільський.
26 жовтня того ж року доручено тимчасове управління Чернівецької єпархії.
10 вересня 1965 возведений у сан архієпископа з правом носіння хреста на клобуку.
8 жовтня 1965 року призначений архієпископом Волинським і Рівненським.
Брав участь у літній сесії Священного Синоду 1972 року і в зимовій сесії 1977-1978 року.
30 грудня 1986 звільнений на спокій з призначенням архієрейської пенсії.
Помер 4 липня 1987 року в Луцьку. Відспівування здійснено 6 червня 1987 року в луцькому Троїцькому кафедральному соборі єпископом Волинським і Рівненським Варлаамом (Ільющенко). Похований поруч з Федосіївський цвинтарним храмом в Луцьку.